# Мидель
Ми́дель, ми́делевое сече́ние (от нидерл. middel, дословно — «средний, середина») — наибольшее по площади поперечное сечение тела, движущегося в воде или воздухе. 
Иногда площадью миделя называют площадь проекции тела на плоскость, перпендикулярную направлению движения тела.
Поперечный разрез (площадь миделя), как и продольный разрез (или диаметральная плоскость), и разрез по воде (площадь грузовой ватерлинии) относятся к главным сечениям корабля.
Обычно говорят о миделевом сечении торпеды, корпуса судна, подводной лодки, фюзеляжа самолёта, ракеты и тому подобное.
Сила сопротивления оказывается пропорциональной площади миделя, поэтому часто используется отношение силы сопротивления к площади миделя.
Площадь миделя у фюзеляжа самолёта Ту-204 составляет 12,325 м².